# Schön ist die Jugend

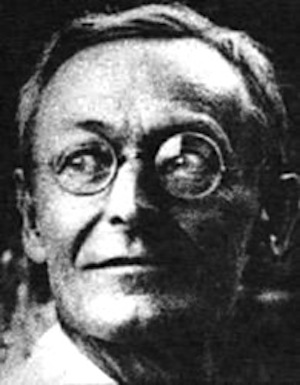
Hermann Hesse (1925)

Schön ist die Jugend erschien erstmals 1916 im S. Fischer Verlag und enthielt die zwei Erzählungen Schön ist die Jugend und Der Zyklon von Hermann Hesse.
Schön ist die Jugend handelt von einem jungen Mann, der nach langer Suche nach einem Platz in der Gesellschaft „etwas Anständiges geworden“ ist und in sein Elternhaus zurückkehrt. Geschildert werden die folgenden Sommermonate, bevor der Protagonist eine Stelle im Ausland antritt. In einer sehr detailreichen und stimmungsvollen Sprache schildert Hesse die Erinnerung an die Kindheit und die Geborgenheit in einer intakten Familie, die man mit etwas Glück und einem sonnigen Gemüt, wie es Anna Amberg, die unerreichte Liebe dieser Erzählung, ausdrückt, jederzeit hervorholen kann, um damit Zeiten der Not und des Schmerzes etwas erträglicher zu gestalten.
Die sehr gefühlvoll gestaltete Erzählung steht im krassen Gegensatz zur Lebenssituation Hesses in diesen Jahren. Das Jahr 1916 wurde für ihn durch den Tod seines Vaters, das Zerbrechen seiner Ehe und die fortschreitende Erkrankung seiner Frau sowie die Krankheit seines jüngsten Sohnes überschattet. In diesem Jahr begann Hesse auch seine psychoanalytische Behandlung beim Jung-Schüler J. B. Lang.

## Buchausgaben
- Schön ist die Jugend. Zwei Erzählungen. Fischer, Berlin 1916; 112. Tsd. 1940 (Fischers Bibliothek zeitgenössischer Romane, 7. Reihe, Bd. 9)
- Schön ist die Jugend. Zwei Erzählungen. Gute Schriften, Zürich 1946; 2. A. 1953
- Schön ist die Jugend. Der Zyklon. Zwei Erzählungen. Suhrkamp, Frankfurt am Main 1961; 12. Tsd. 1962 (Bibliothek Suhrkamp, Bd. 65/1)
- Schön ist die Jugend. Erzählungen. Fischer, Frankfurt am Main 1971; 188. Tsd. 1985, ISBN 3-596-21273-1 (Fischer-Taschenbücher, Nr. 1273; enthält eine 3. Erzählung, Heumond)
- Schön ist die Jugend. Erzählung. Suhrkamp, Frankfurt am Main 1988; 4. A. 1994, ISBN 3-518-37880-5 (st 1380; nur Titelerzählung)